# Météorite de fer
Les météorites de fer, appelées parfois météorites ferreuses ou sidérites (un terme devenu obsolète), sont un type de météorites composées principalement d'un alliage métallique de fer (Fe) et de nickel (Ni). Elles sont interprétées comme des fragments de noyaux d'astéroïdes qui ont été littéralement épluchés de leur manteau silicaté par des collisions avec d'autres objets du système solaire.
Selon leur composition chimique, on distingue 14 classes de météorites de fer regroupées en trois types : les octaédrites, les hexaédrites et les ataxites.
Les météorites de fer représentent 5 % des chutes des météorites connues.

## Histoire
Les hommes préhistoriques ont utilisé le fer des météorites longtemps avant de pouvoir extraire le métal des minerais de fer. Les Sumériens et les Hittites appelaient ce matériau « le feu du ciel ».

## Fréquence et origine

### Fréquence

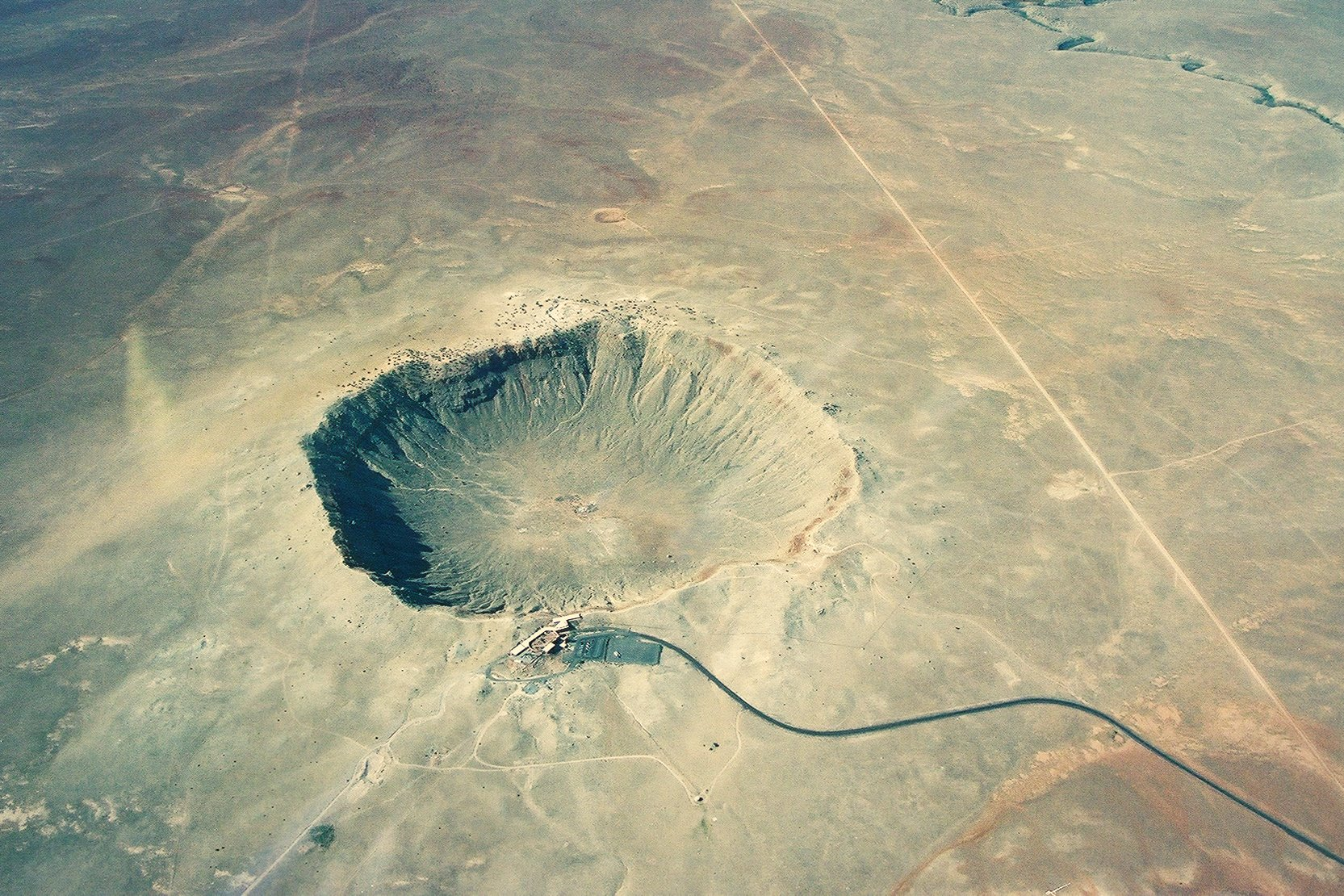
Meteor Crater, en Arizona.

En raison de leur composition, les météoroïdes ferreux subissent moins d'ablation en entrant dans l'atmosphère que les autres types, ce qui rend la taille des météorites de fer plus grande par rapport à celle des météorites pierreuses ou des sidérolithes.
Bien que les météorites de fer soient plus rares que les météorites pierreuses, elles sont sur-représentées dans les collections de météorites. Plusieurs de ces météorites ont été découvertes en milieu désertique ainsi qu'en Antarctique. Elles sont exposées plus fréquemment notamment parce qu'elles sont plus résistantes aux intempéries. Plus résistantes à l'érosion atmosphérique, elles sont plus susceptibles d'être retrouvées au sol en plus gros morceaux.

### Origine

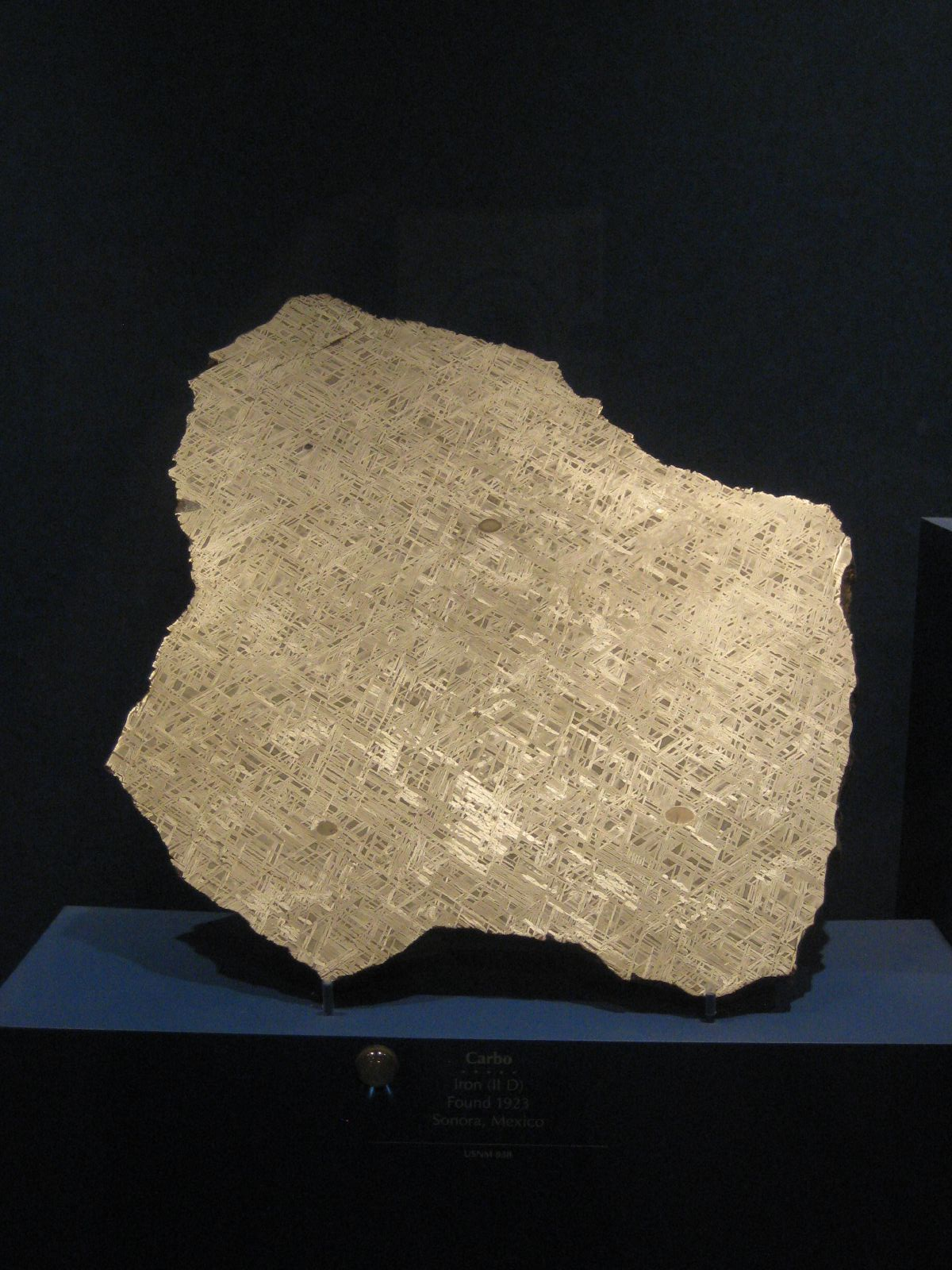
Météorite de fer récupérée à Sonora, Mexique.

Les météorites de fer sont liées à des astéroïdes de type M. Les deux types d'objets ont des caractéristiques spectrales similaires en lumière visible. Les météorites de fer sont considérées comme les fragments des noyaux d'astéroïdes qui ont été brisés par des impacts.
L'analyse isotopique du molybdène et du tungstène dans les météorites de fer indique qu'elles proviennent de deux réservoirs différents, qui sont restés séparés entre un million d'années et de 3 à 4 millions d'années après la formation du Système solaire. 

L'explication la plus plausible de cette séparation est la formation de Jupiter, qui a ouvert un espace dans le disque protoplanétaire et empêché l'échange de matière entre les deux réservoirs. Il semble que le noyau de Jupiter ait crû jusqu'à une vingtaine de masses terrestres en moins d'un million d'années, puis plus lentement jusqu'à une cinquantaine de masses terrestres pendant encore de 2 à 3 Ma.

## Composition
Les météorites de fer sont constituées d'un alliage composé en moyenne de 90 % de fer et de 10 % d'autres éléments chimiques tels le nickel, l'iridium, le chrome et le gallium. Cet alliage est couramment appelé fer météorique (ou météoritique), ou simplement fer-nickel. La proportion de nickel est presque toujours supérieure à 5 % et peut atteindre environ 25 %.

## Classification
Il y a deux façons de classer les météorites de fer :

### Classification structurale
Cette méthode, plus ancienne que la classification chimique, est fondée sur l'observation de la structure de la météorite coupée, polie et traitée avec la gravure :
- les octaédrites, qui présentent, après sciage, polissage et attaque à l'acide, des figures de Widmanstätten. Ce sont les sidérites les plus nombreuses ;
- les hexaédrites, moins riches en nickel (5 à 6 %), qui ne présentent que rarement des stries, parfois des lignes de Neumann ;
- les ataxites, riches en nickel (16 % minimum), dont les figures de Widmanstätten sont invisibles à l'œil nu.

Certaines météorites de fer (25 %) n'entrent pas dans cette classification et sont qualifiées d'anomalous iron (« fer anormal »), parfois abrégé en iranom[réf. nécessaire].

### Classification chimique
Aujourd'hui l'on utilise surtout un système de classification chimique, qui prend en compte les concentrations en nickel et dans les éléments-traces gallium, germanium et iridium pour définir des groupes chimiques distincts. Les autres éléments-traces utilisés pour définir les groupes et sous-groupes sont l'antimoine, l'arsenic, le cobalt, le cuivre, l'or, le thallium et le tungstène. Les concentrations en éléments-traces sont représentées en fonction de la teneur globale en nickel sur des échelles logarithmiques, ce qui fait apparaître des groupes chimiques bien distincts. Quatorze groupes, désignés par des chiffres et des lettres romains, tels que « IAB », ont été reconnus jusqu'à présent, chaque groupe comprenant cinq membres ou plus. On pense que les météorites ferreuses de chaque groupe chimique partagent la même origine et se sont formées sur un corps parent commun.
Les classes chimiques de météorites de fer :
- IAB ;
- IC ;
- IIAB[c] ;
- IIC[12] ;
- IID ;
- IIE (octaédrites) ;
- IIG[c] ;
- IIF ;
- IIIAB ;
- IIICD ;
- IIIE ;
- IIIF ;
- IVA ;
- IVB (ataxite).

## Météorites de fer particulières

### Les plus grosses météorites de fer découvertes

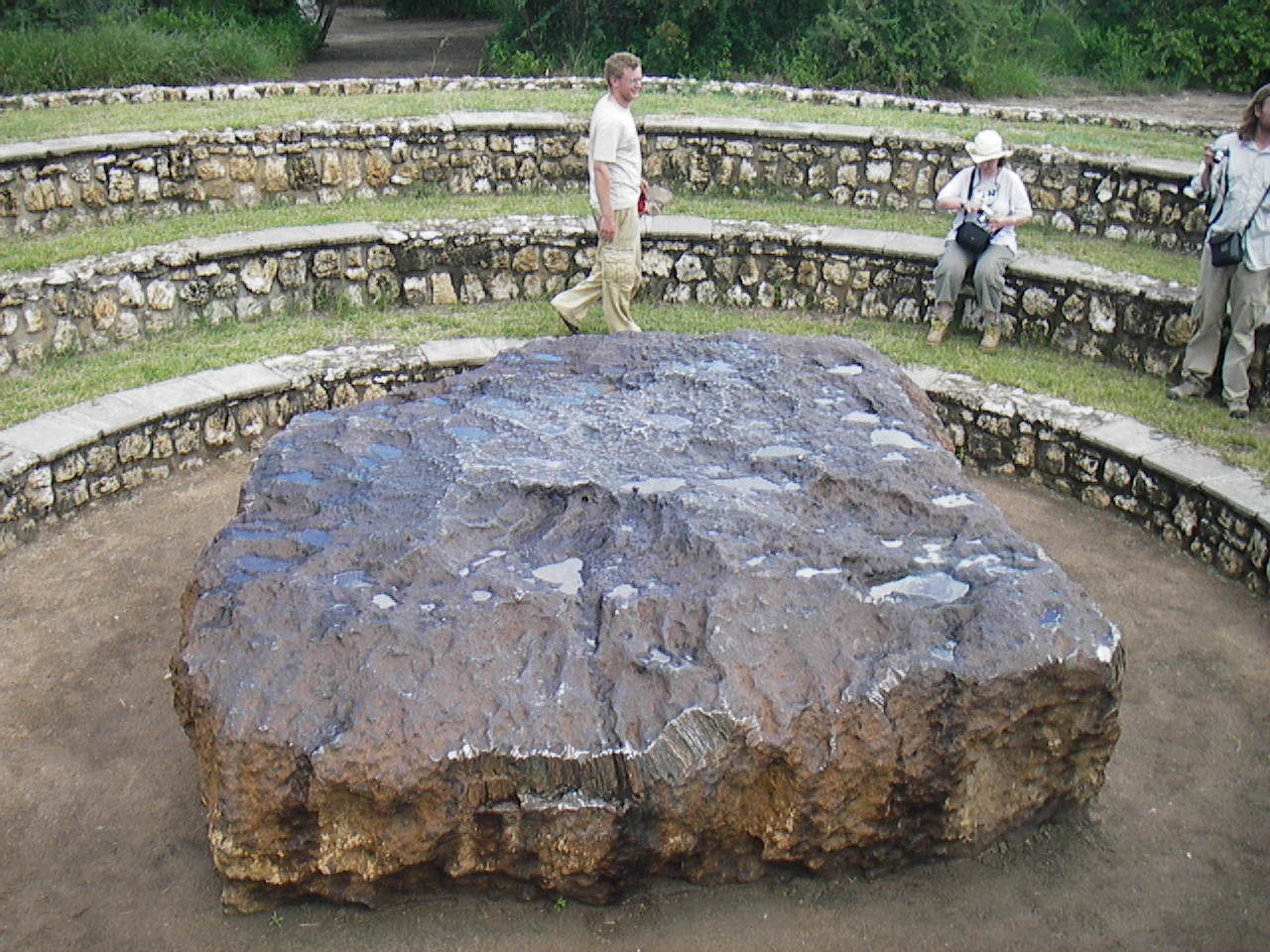
La météorite d'Hoba, située près de Grootfontein.

La plus grosse météorite découverte est la météorite d'Hoba, située près de Grootfontein, en Namibie. Découverte en 1920, elle est de la classe IVB. Elle a une masse située entre 55  et   61 tonnes, avec un âge estimé à 200 millions d'années. Elle serait tombée sur Terre il y a environ 80 000 ans.
Elle se compose de fer à 82,4 %, de nickel à 16,4 %, de cobalt à 0,76 %, de phosphore à 0,04 % et possède des traces d'une dizaine d'autres éléments. Elle a la forme d'une dalle carrée dont la base a des dimensions de 2,95 × 2,84 mètres, et une hauteur moyenne de 1 mètre. Sa surface est couverte par des hydroxydes[source insuffisante].
La météorite ferreuse dont la masse cumulée des morceaux est la plus élevée est cependant la météorite du Campo del Cielo, tombée en Argentine il y a moins de 5 000 ans et dont les colons espagnols ont connaissance dès 1576. La masse cumulée de tous ses fragments dépasse en effet 100 t et son plus gros pèse 37 t.

### La météorite de fer exploitée pendant le plus longtemps par l'Homme

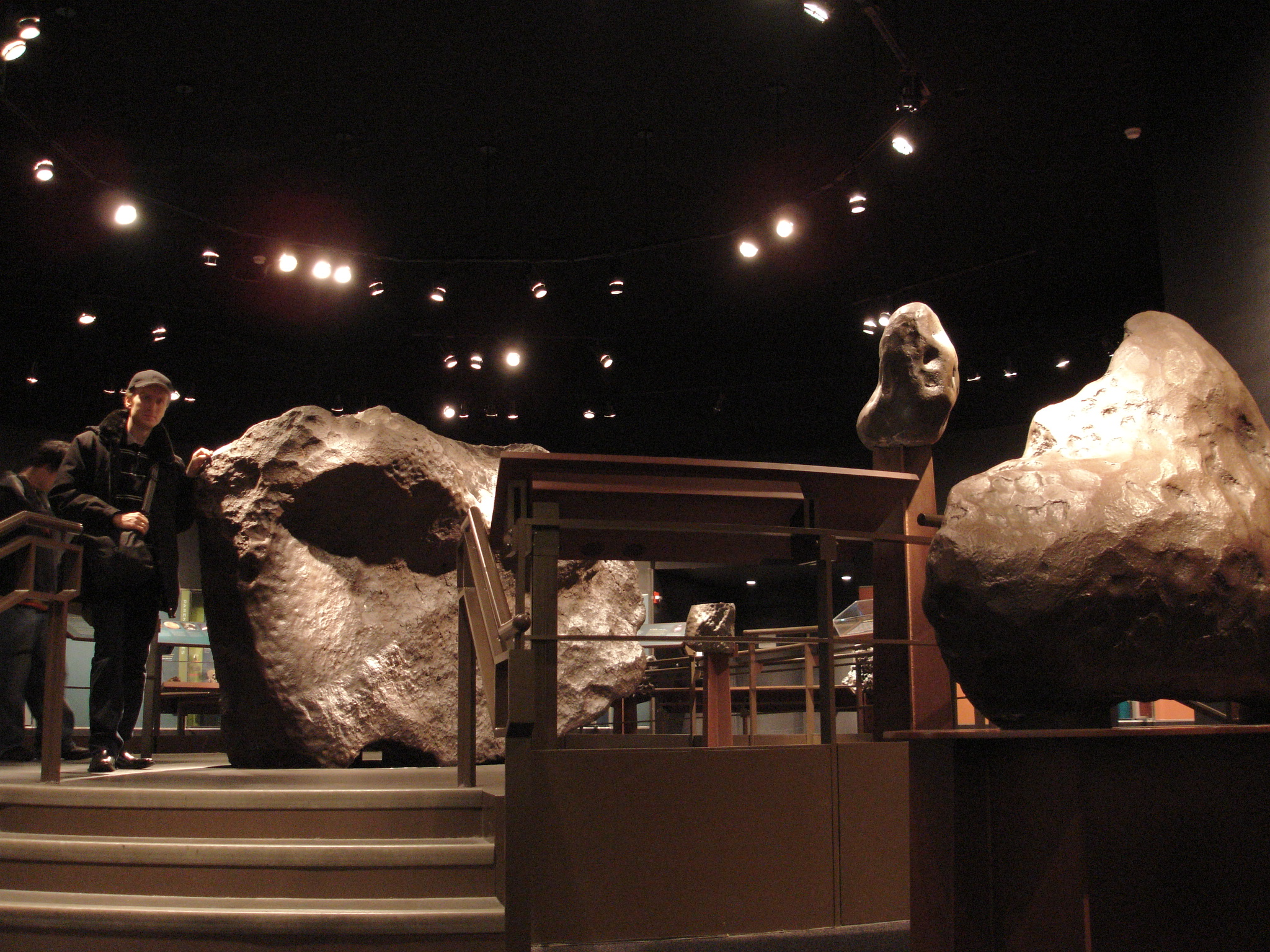
Fragment dit « Ahnighito » de la météorite du cap York. Il pèse 31 t et est exposé à l'American Museum of Natural History, à New York.

La météorite du cap York est une météorite qui a percuté la Terre il y a environ 10 000 ans. Elle porte le nom du cap York, lieu de sa découverte, au Groenland. Elle pèse environ 58,2 t et est faite de fer météorique, un alliage composé de 92 % de fer et de 8 % de nickel, avec des traces de germanium, gallium et iridium.
Elle a été utilisée pendant près de 1 000 ans par les Inuits pour fabriquer des outils en métal.